# غاق سقطري
الغاق السقطري أو غراب البحر السوقطري (الاسم العلمي: Phalacrocorax  nigrogularis) (بالإنجليزية: Socotra  Cormorant)‏ هو طائر ينتمي إلى غاقيات (فصيلة: Phalacrocoracidae). كما تعرف أحيانا باسم الغاق السقطري وهو نوع من الطيور المهددة والمتوطنة في سقطرى والخليج العربي والساحل الجنوبي الشرقي لشبه
الجزيرة العربية تهاجر أحيانا إلى أقصى الغرب مثل ساحل البحر الأحمر و تتكاثر في جزر سقطرى في المحيط الهندي 

## الهيئة والشكل
طائر الغاق السقطري هو طائر أسود تقريبا بطول إجمالي يبلغ حوالي 80 سم (31 بوصة) في حالة التكاثر ، يكون للغرام له لمعان أرجواني ولأجزائه العليا مسحة خضراء اللون ، وهناك عدد قليل من الأعمدة البيضاء حول العين والرقبة وبعض الخطوط البيضاء في الردف. ساقاه وقدماه سوداء وبشرته غامقة سوداء. كل هذه الانحرافات عن الأسود النقي أقل وضوحا خارج موسم التكاثر.
هناك القليل من المعلومات حول النظام الغذائي ولكن مثل كل طائر الغاق يغوص لغذائه. تشير التقارير القديمة إلى أنه يمكن أن تظل مغمورة لمدة تصل إلى 3 دقائق ، وهو مرتفع بالنسبة إلى طائر الغاق وتشير إلى أنه قادر على الغوص العميق.، وعادة ما ينظر إليها كطيور تتغذى في منتصف الماء

## الانتشار
منذ عام 2000 ، تم إدراج هذا النوع على أنه في القائمة الحمراء للأنواع المهددة بالانقراض على أساس أن هناك عدد صغير من التجمعات المحلية للتكاثر للانحدار السريع المستمر.وينجم هذا الانخفاض عن التنمية الساحلية والاضطرابات والتلوث البحري قرب مستعمرات التعشيش.عام 2000 ، قدر عددها في العالم بحوالي 110،000 زوج إلى  500،000 و 500،000 طائر فردي.
مستعمرة التعشيش الوحيدة المحمية في الخليج العربي تحتوي حوالي 30،000 زوج في جزر حوار البحرينية قبالة سواحل قطر هناك أعداد كبيرة نسبيا في موطنها الأصلي جزيرة سقطرى برغم انها غير محمية نظاميا ولكن ما زالت البيئة بكر نسبيا.
في عام 2012 ، رصدت هيئة البيئة الأمارتية الطيور البرية  في ما يقرب من 60 موقعًا وسجلت 420 نوعًا من 60 عائلة. تم تسجيل ما يقرب من 12000 زوج من أزواج المستنقعات المهددة عالمياً في قرى سقطرى 
طائر الغاق السقطري هو واحد من الأنواع التي ينطبق عليها الاتفاق على حفظ الطيور المائية المهاجرة الأفريقية الآسيوية الأوروبية (AEWA).

## عنيبر
عنيبر اسم يطلق على صغار غراب البحر السوقطري وهو ما يسمى عند أهل الخليج ب(اللّوّة) ومفردها لوهه وفرخها (طير عنيبر)،وهو طائر شديد السواد اما صغاره فلونها رمادي داكن كالعنبر وهو سبب تسميتها،
وكانت طيور اللوه تجتمع سابقا في جبل عنيبر الذي يقع أقصى جنوب خليج سلوى، إلا أن جبل عنيبر قد اختفى من الخارطة وذلك لأن بعض من أبناء قطر كانوا يأخذون منه سماد طيور اللوه لبيعه على أحد التجار البريطانيين بثمن غالي واستمروا على ذلك ثلاث أعوام في الأربعينات من القرن العشرين حتى أصبح الجبل (قصّار)أي علامة بحرية وأصبح يطلق عليه (قصّار عنيبر)،وقد تحولت طيور اللوه بعد ذلك إلى جزيرة سوّاد الشمالية من جزر حوار. وطيور اللوه طيور مهاجرة تتوقف حاليا في جزيرة سواد الشمالية لتبيض في سبتمبر من كل عام.